# أبغرمك السفلي (ماهرو)
أبغرمك السفلی (بالفارسية: آبگرمک سفلی) هي قرية تقع في إيران في قسم ماهرو الریفي.